# Lenguas de Marruecos
El Reino de Marruecos tiene dos idiomas oficiales, el árabe y el amazigh (en realidad, el idioma amazigh se corresponde con un conjunto de diferentes lenguas bereberes septentrionales). Cada idioma se habla en sus diferentes formas dialectales. El idioma árabe marroquí, más conocido como dariya, funciona como la lengua franca entre los marroquíes. El idioma árabe tiene una forma estándar y unificada, el árabe estándar moderno, que es la lengua oficial del Estado, sin embargo, la lengua nacional hablada por gran parte de la población marroquí, es la lengua dariya, el árabe marroquí, mientras que en el territorio ocupado del Sáhara Occidental se habla el árabe hassanía.
El francés y, en menor medida, el español también están muy presentes en Marruecos, mientras que el inglés gana terreno en el mundo de los negocios y el comercio internacional. El estudio de Euromonitor, 2012, ofrece las siguientes estadísticas sobre las lenguas habladas en Marruecos: el 98% sabe hablar el árabe marroquí, el 63% el francés, el 27% el bereber, el 14% el inglés y el 10% el español.

## La constitución marroquí
La constitución marroquí, en su quinto artículo, reconoce el árabe y el bereber como idiomas oficiales. 

También establece en el mismo artículo que: "El Estado trabaja para preservar al Hassani, como parte integrante de una identidad cultural marroquí unida y la protección de las expresiones culturales y las lenguas practicadas en Marruecos . Del mismo modo, se garantiza la coherencia de la política lingüística y cultural nacional y el aprendizaje de las lenguas extranjeras "

Se han previsto también leyes orgánicas relativas a la introducción de la lengua bereber y la creación de un "Consejo Nacional de la Lengua y la cultura marroquí"

## Historia

### Época preislámica
Durante la antigüedad clásica se documentaron en el actual Marruecos inscripciones en fenicio púnico, latín y bereber numidio. Algunos conjuntos monumentales con inscripciones latinas se encuentran cerca de Tánger en los asentamientos de Lixus y Volubilis. Al parecer el púnico y el fencio en gran medida se restringían a ciudades importantes e la costa, mientras que en el interior del territorio se habrían hablado diferentes variedades de bereber septentrional (es común usar el nombre amazigh para referirse a las diferentes variedades de bereber marroquí, tanto el tamazight, como el tashelhit y el tarifit).

Arco de Caracalla en Volubilis
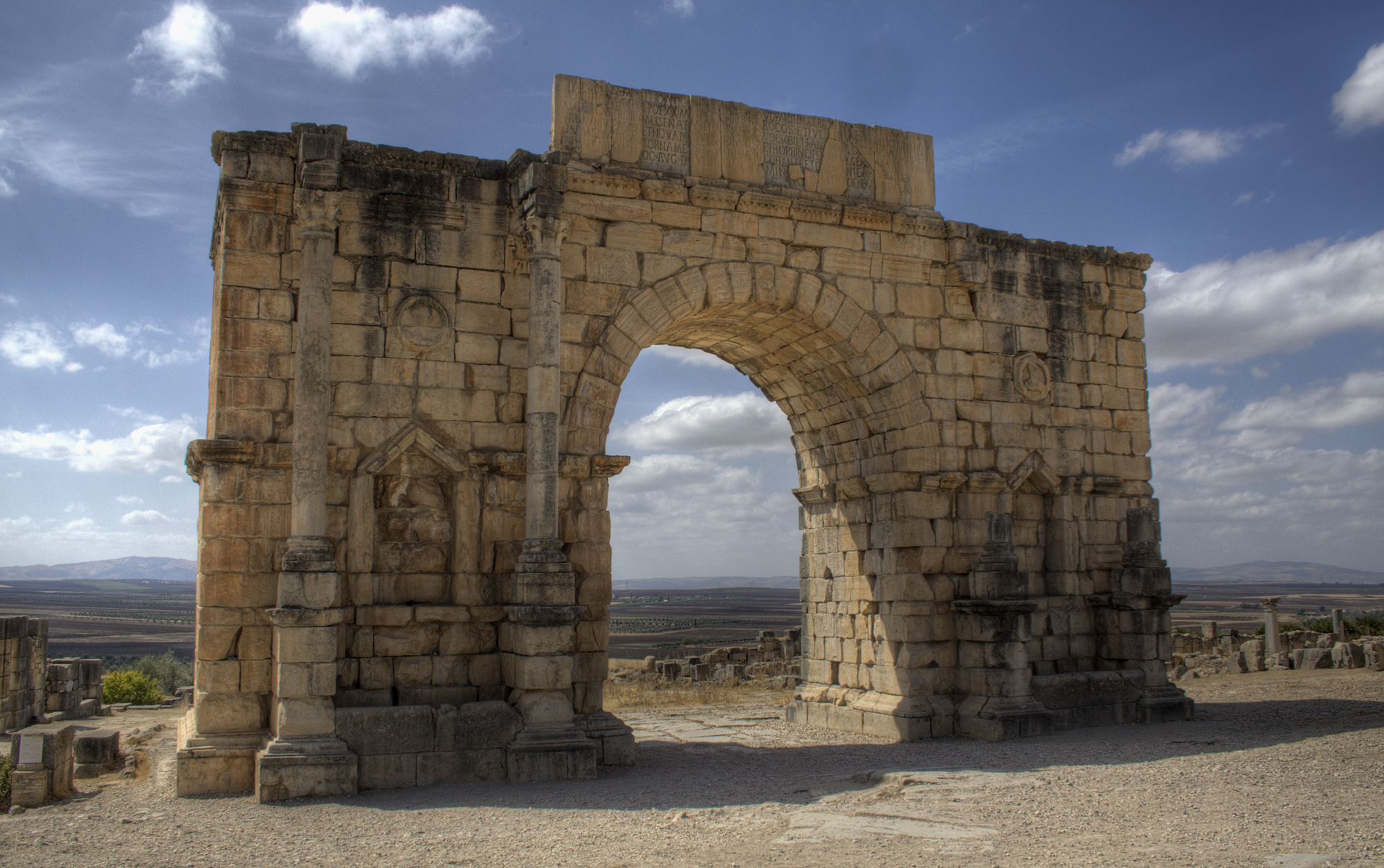
cara norte del Arco de Caracalla
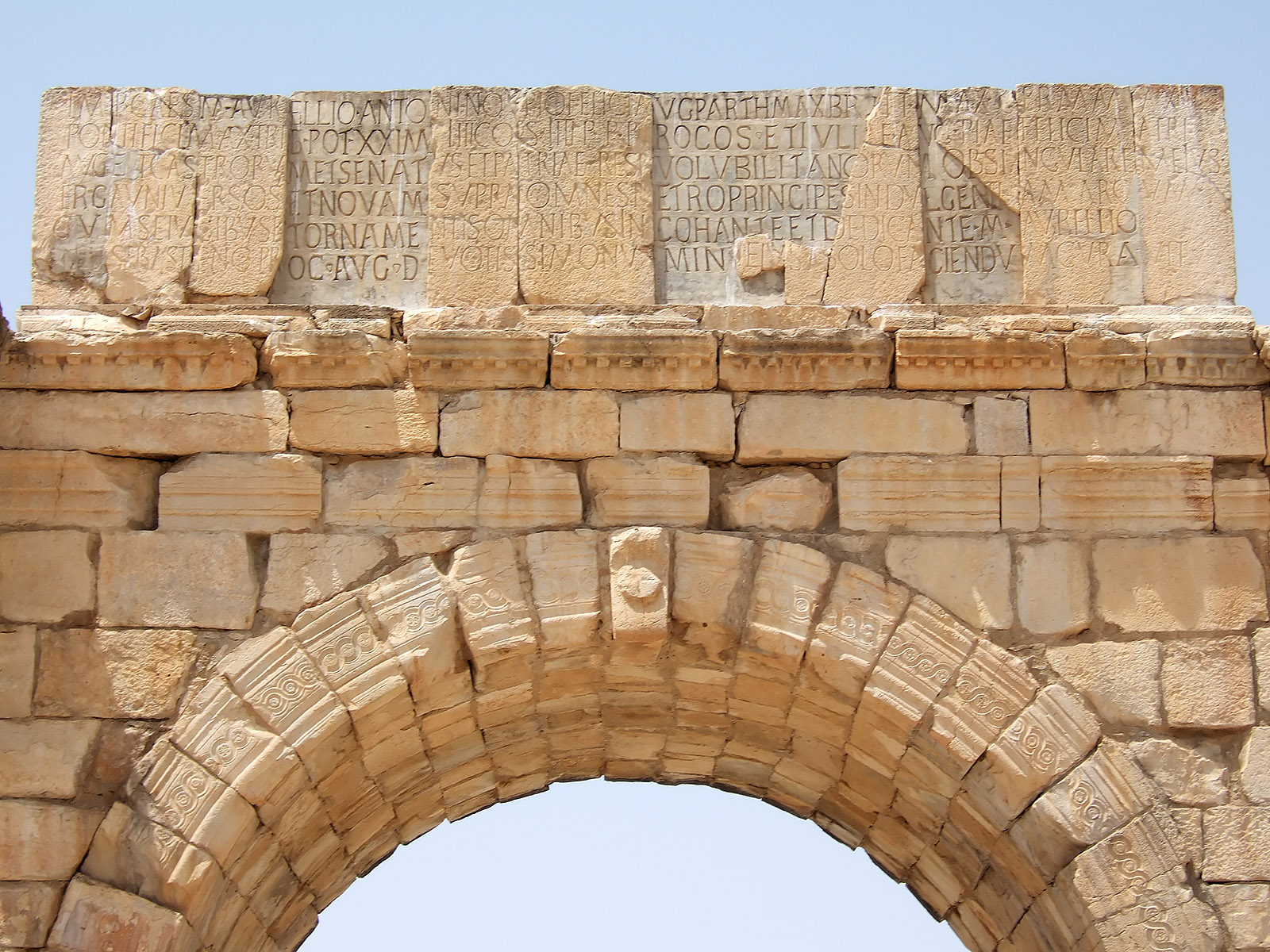
Inscripción en Latín
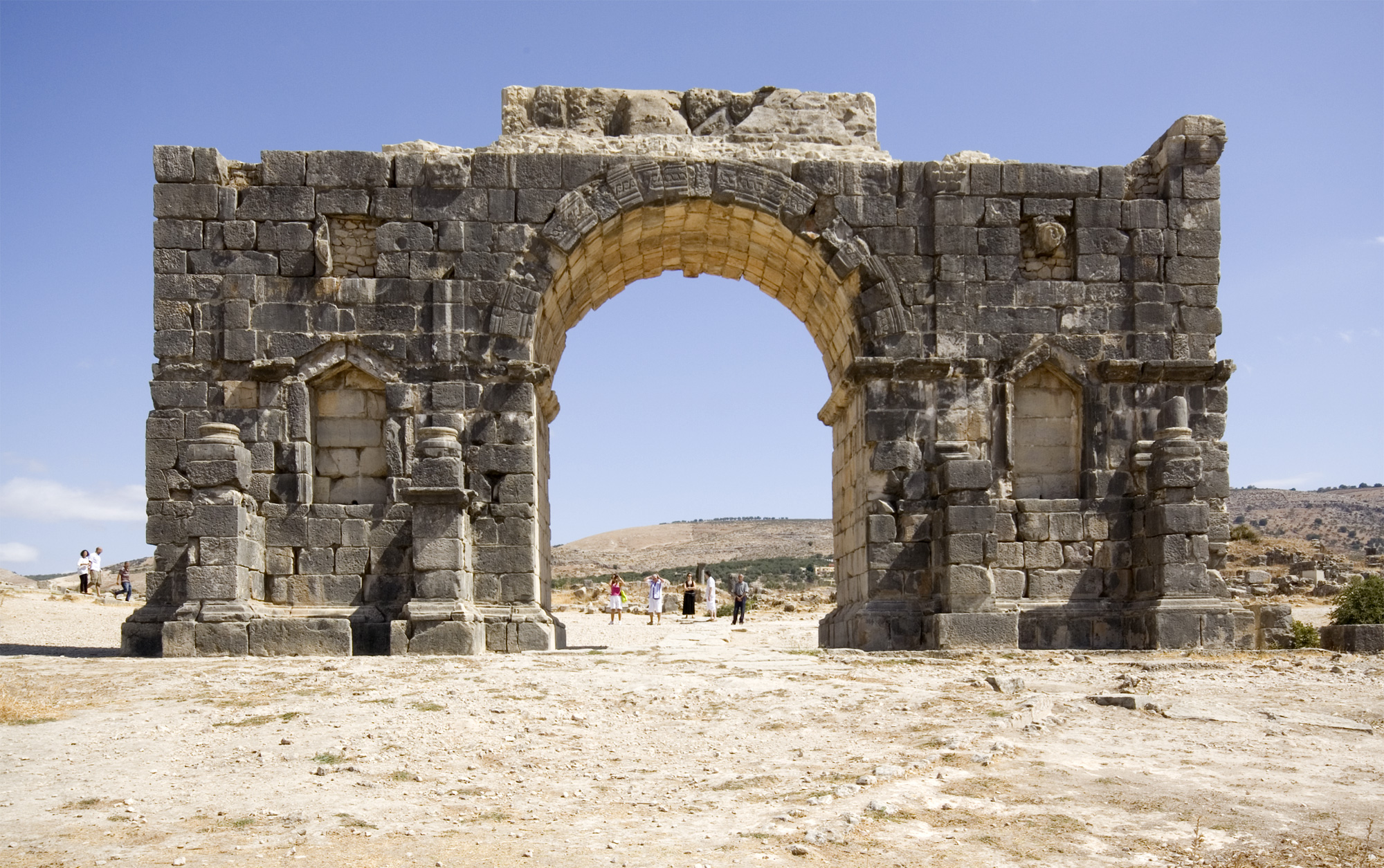
Cara sur del arco

### Primera arabización
La primera fase de arabización en Marruecos empezó tras la invasión musulmana entre los siglos VIII y IX.

### Invasión de los Banu Hilal
A partir del siglo XII, los almohades mueven los árabes Hilali a las llanuras de Tamesna. Estas tribus se fusionaron con las tribus bereberes previamente establecidos en la región y adoptaron la lengua árabe. Esta fase de arabización creó lo que se llama los dialectos Hilali (en los llanos occidentales y mesetas del Oriental). En el sur, los sanhajis empiezan hablar árabe en contacto de Dwi H'ssan, tribu árabe que se asentó en la zona entre el siglo XII y el siglo XIII. Esta fase dará lugar a la lengua hassanya.

## Situación lingüística actual

### Árabe estándar y árabe regional
El árabe estándar es una de las dos lenguas oficiales en Marruecos, sin embargo, la mayor parte de la población usa coloquialmente el árabe marroquí (dāriŷa), que difiere notablemente del árabe estándar. El árabe marroquí es por tanto una lengua vernácula sin codificación oficial (por eso, existen transcripciones estandarizadas en alfabeto árabe o latino). En el territorio anexado del Sáhara occidental la lengua histórica del mismo ha sido el árabe hassaní (حسانية hassaniya).

### Lenguas bereberes

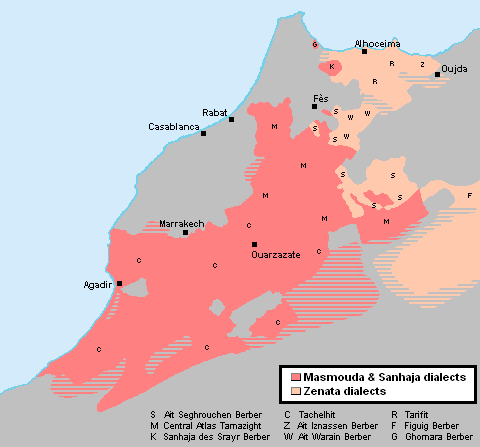
Mapa de las zonas bereberófonas de Marruecos (todas las variedades).

Las lenguas bereberes persisten principalmente en las montañas y el campo.
Después de siglos de estigmatización por parte de la clase dirigente de idioma árabe, las lenguas bereberes tienen de nuevo un reconocimiento nacional y se usan en diversa emisoras locales de radio y televisión y también se enseña ahora en las escuelas. Cerca del 45% de la población hablaría alguna variedad lingüística bereber en algún contexto.
Las lenguas bereberes solo tienen una inteligibilidad mutua parcial entre las variedades más cercanas geográficamente, por lo que lingüísticamente son consideradas lenguas diferentes. Las lenguas bereberes de Marruecos pertenecen todas al grupo bereber septentrional que a su vez en Marruecos presenta dos grupos diferentes:
- Lenguas bereberes del Atlas, con unos 12-13 millones de hablantes, este grupo consta de las siguientes lenguas propiamente dichas:
  - Tashelhit (shilha), que es la principal lengua bereber de Marruecos y cuenta con entre 8 y 9 millones de hablantes.
  - Tamazight del Atlas Central, que es la tercera lengua bereber más importante de Marruecos y tendría casi 4 millones de hablantes.
  - Judeo-Bereber, que tiene unos 2000 hablantes, que entre 1950 y 1960 emigraron mayoritariamente a Israel, donde hoy en día reside el mayor número de hablantes. Esta lengua judía parece basarse más en el tashelhit que en el tamazight.
  - Sanhaja de Srair con unos 50 mil hablantes en el Rif.
  - Ghomari con unos 10 mil hablantes en las proximidades de Tetuán y Chauen.
- Lenguas bereberes zenati
  - Tarifit (rifeño), que es la segunda lengua bereber más importante de Marruecos con unos 6-7 millones de hablantes, que por pertenecer a un grupo diferente es marcadamente diferente de las otras lenguas bereberes de Marruecos.
  - Idioma iznasen: El idioma iznasen es una lengua bereber septentrional, del grupo de las lenguas zenati, es hablado al este del Rif, en el Reino de Marruecos, por las tribus rifeñas de los Beni Znassen y los Ikebdanen, se trata de una lengua próxima al idioma rifeño y a las lenguas bereberes de Argelia occidental.

La constitución marroquí no distingue entre las diferentes variedades de bereber (bastante diferentes entre sí en algunos aspectos) y se habla simplemente de una lengua que llama tamazight.

### Lenguas europeas
Francés
El francés se ha usado en Marruecos desde el período del Protectorado francés establecido en Marruecos durante la primera mitad del siglo XX. El francés se convirtió a principios de siglo en el idioma de la administración y el de las primeras élites marroquíes. Además, cabe señalar que la política de arabización del sistema educativo dirigida por Azzeddine Laraki en los años 1970 fracasó en gran medida. Actualmente, el francés sigue usándose ampliamente en los negocios y por parte de un gran parte de la clase dirigente. Según la OIF, el 33% de los marroquíes saben hablar francés, y el 13,5% serían plenamente francófonos. Según el censo de 2014, el 66% de la población alfabetizada sabe leer o escribir en francés, es decir, el 44,9% de la población total.
Español

Actualmente Marruecos ocupa el 20.º lugar entre los países del mundo donde es más estudiado el idioma español, con más de 80 000 estudiantes, según la información provista por el Instituto Cervantes en 2020.Sin embargo, en 1993 se estimó que sólo había 20 000 hablantes nativos de español. frente a los 7 millones de personas sabían hablar español o lo entendían en 2017.Una encuesta realizada en el 2005, reflejaba que el 21,9% de la población de Marruecos decía hablar algo de español. Las regiones donde la proporción de personas capaces de hablar español resultó mayor fueron Alhucemas (73%), y Tánger (48,9%).
Una encuesta más exhaustiva, publicada en junio de 2012 por el Institut Royal des Etudes Stratégiques, determina que un 4,6% de los marroquíes tiene un buen nivel hablado, leído y escrito de español.